# Miguel Andreolo
Miguel Ángel Andriolo Frodella  - em italiano, Michele Andreolo (Dolores, 6 de maio de 1912 - Potenza, 14 de maio de 1981)- foi um futebolista ítalo-uruguaio que, atuando como meio-campista da Seleção Italiana, conquistou a Copa do Mundo FIFA de 1938.
Chegou antes a ser convocado pela Seleção Uruguaia para a Copa América de 1935. O país a venceu, mas Andreolo, na época atleta do Nacional, não chegou a joga-la; Também esteve presente em quatro títulos do Bologna no campeonato italiano, no que foi a fase áurea deste clube, na época repleto de outros uruguaios.
Jogador forte e temperamental e apelidado no Uruguai de El Chivo, Andreolo chegou a ser escalado em 1980 para a "seleção italiana dos sonhos", em votação promovida pelo jornal La Gazzetta dello Sport. Ele é o jogador uruguaio que mais vezes defendeu a Itália, 26 vezes, mais de vinte acima dos segundos, Ricardo Faccio e Alcides Ghiggia (ambos cinco vezes).[carece de fontes?]

## Carreira

### Uruguai
Andriolo iniciou a carreira no Libertad, clube de sua cidade natal de Dolores, onde permaneceria até 1931. Em 1932, o futebol uruguaio se profissionalizou oficialmente[carece de fontes?] e ele foi contratado pelo Nacional, sendo campeão uruguaio em 1933 e 1934. O clube não vencia o torneio desde 1924, mas conseguiu assim o primeiro bicampeonato seguido da era profissional.[carece de fontes?]
O torneio de 1933, na realidade, só foi finalizado em novembro de 1934, quando o campeonato próprio pelo ano de 1934 já se encontrava desde julho em andamento. Peñarol e Nacional haviam encerrado o ano de 1933 empatados na liderança, o que forçou uma série de finais, seguidamente empatadas. A primeira foi marcada para maio de 1934 e as seguintes ocorreram aproximadamente a cada dois meses até a vitória enfim ocorrer, a favor dos tricolores, em novembro, finalizando o campeonato uruguaio mais largo da história.
A primeira desses clássicos decisivos terminou de modo polêmico. O jogo terminou em 0-0, mas ficou conhecido pelo "gol da mala", pois um arremate do adversário brasileiro João de Almeida "Bahia" foi para fora. A bola voltou a campo após rebater na mala de um membro da comissão técnica do Nacional, e assim o aurinegro Braulio Castro chutou para as redes. O árbitro não era famoso e seus gestos confundiram os jogadores do Nacional, que acreditaram que ele estava validando o lance, gerando um tumulto que suspendeu a partida no minuto 70. O capitão José Nasazzi e Juan Labraga foram expulsos por agressões ao juiz, e suspensos por um ano.
Em agosto, acertou-se a continuação da partida para disputar-se os vinte minutos restantes. Como o 0-0 permaneceu, jogou-se uma prorrogação, que durou 60 minutos, com o 0-0 permanecendo. Como a partida era uma continuação daquela em que o Nacional teve dois jogadores expulsos, os tricolores precisaram jogar 80 minutos com nove jogadores aquele reencontro. A invencibilidade nessas circunstâncias na principal rivalidade do país em partida válida pelo campeonato não teve precedentes. Andriolo, assim, foi um dos heróis do clássico conhecido como o "dos nove contra onze".
O campeonato de 1934, por sua vez, alargou-se até abril do ano seguinte, encerrando-se com o clássico com o Peñarol na rodada final. O empate em 1-1 favoreceu o Nacional, apesar dos tricolores, novamente, precisarem jogar com dois jogadores a menos, dessa vez na meia hora final, devido às expulsões de Aníbal Ciocca e de Héctor Castro. Andriolo, assim foi um dos convocados à seleção uruguaia para a Copa América de 1935. Foi campeão, mas sem entrar em campo, o que não impediu que se transferisse ao futebol italiano em seguida. Ao todo, incluindo-se amistosos, foram quarenta partidas e apenas três derrotas pelo Nacional, e sete gols marcados.

### Itália

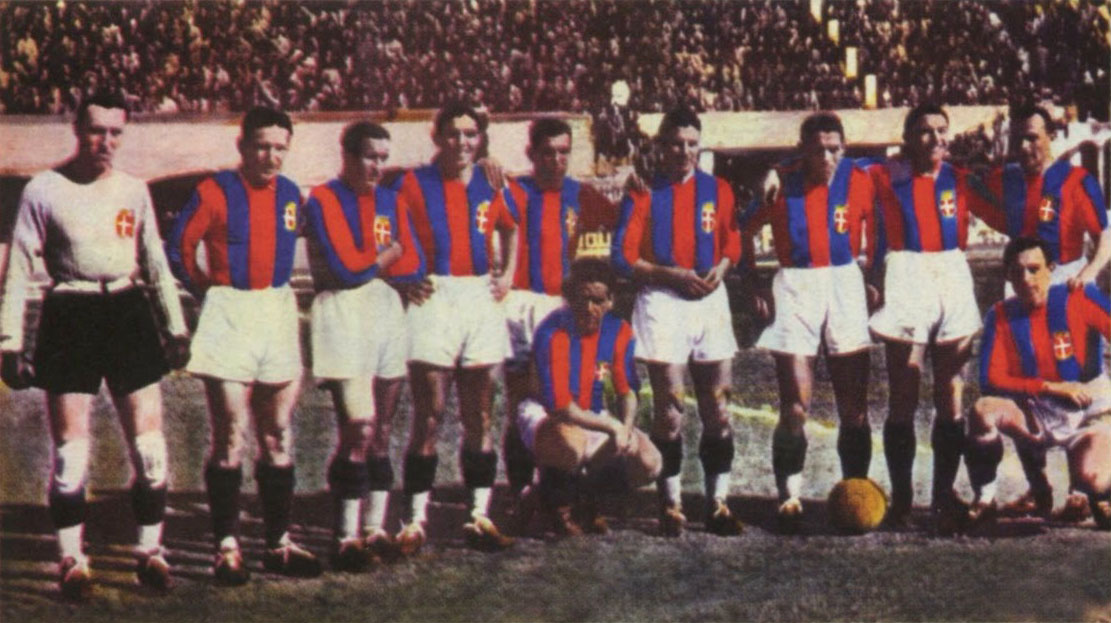
O Bologna vencedor do campeonato italiano de 1936-37. Andreolo é o terceiro jogador da esquerda para a direita.

Foi contratado pelo Bologna, a primeira equipe italiana a apostar largamente em uruguaios. Andreolo formou uma "colônia" com os compatriotas Federico Fedullo, Rafael Sansone e Héctor Puricelli, duas vezes artilheiro do campeonato italiano. Andreolo foi campeão em suas duas primeiras temporadas, em 1935-36 e 1936-37, estreando pela Seleção Italiana já em maio de 1936, em empate em 2-2 com a Áustria em Roma,[carece de fontes?] no qual jogou ao lado de outro uruguaio, Ricardo Faccio.
Na Itália, seu nome passou de Miguel Ángel Andriolo para Michele Andreolo. Se tornaria o uruguaio com mais partidas pela Azzurra e Faccio, o segundo de nove nomes.[carece de fontes?] El Chivo foi titular na Copa do Mundo FIFA de 1938, ganha pela Itália, que na época tornou-se a seleção mais vezes campeã e a primeira bicampeã seguida. No time titular que jogou a final, Andreolo e Amadeo Biavati eram os representantes do Bologna na seleção campeã, mesmo número de jogadores da Juventus (Alfredo Foni e Pietro Rava). Somente a Internazionale, campeã italiana da temporada anterior ao torneio,[carece de fontes?]> estava mais representada, com um a mais (Ugo Locatelli, Giuseppe Meazza e Giovanni Ferrari).
Na competição, Andreolo curiosamente enfrentou outro uruguaio, Héctor Cazenave, da seleção francesa. Foi na ocasião em que a Itália, em função da anfitriã França também usar a cor azul, vestiu-se totalmente de preto, o que gerou polêmica devido à associação da cor alternativa ao fascismo. O Uruguai natal de Andreolo e Cazenave havia se negado a disputar o torneio, oficialmente ainda em retaliação à larga ausência europeia na Copa do Mundo FIFA de 1930, apesar do empenho pessoal de Jules Rimet em trazer a Celeste por conta da ótima impressão que ela havia deixado localmente nas Olimpíadas de 1924; também interpretou-se que a ausência devia-se exatamente ao receio de perder este prestígio, após o mediano quarto lugar do país na Copa América de 1937.
O desempenho de Andreolo na competição foi descrito como impecável, aparecendo especialmente para a assistência a Gino Colaussi no lance do primeiro gol italiano na semifinal contra o Brasil e por interceptar um escanteio da Hungria e iniciar o contra-ataque a resultar no primeiro gol da final, ainda aos 6 minutos de jogo. O uruguaio, posteriormente, foi campeão com o Bologna também nas temporadas 1938-39 e 1940-41. Na época, a equipe rossoblù tinha mais títulos que o Milan, Internazionale e Torino e somente um a menos que a Juventus; tinha seis conquistas[carece de fontes?] e o início da década de 1940 encerrou o período mais áureo do clube, que perdurava desde meados da década de 1920. O Bologna ganhou apenas mais um campeonato posteriormente, e com o tempo passou a ser mais associado a lutas contra o rebaixamento, embora ainda seja a quinta equipe com mais títulos italianos, à frente dos três da Roma e dos dois cada de Fiorentina, Napoli e Lazio.
Andreolo, considerado entre os quinze maiores jogadores uruguaios do futebol italiano, defendeu a seleção até abril de 1942, em vitória por 4-0 sobre a Espanha em Milão.[carece de fontes?] Prosseguiu uma bem sucedida carreira em outros clubes do país e nela ganhou muito dinheiro, mas faleceria esquecido e na miséria em 1981, aos 69 anos, na cidade italiana de Potenza. Uma última homenagem em vida ocorrera no ano anterior: o uruguaio foi escalado para a "seleção italiana dos sonhos" no ano anterior, em votação promovida pelo jornal La Gazzetta dello Sport. A escalação completa foi Aldo Olivieri, Virginio Rosetta e Giacinto Facchetti, Pietro Serantoni, Armando Picchi, Andreolo e Gianni Rivera, Amadeo Biavati, Giuseppe Meazza, Silvio Piola e Luigi Riva.

## Títulos

### Competições Nacionais
Nacional
- Campeonato Uruguaio: 1933 e 1934 [6]

Bologna
- Campeonato Italiano: 1935-36, 1936-37, 1938-39 e 1940-41 [6]

### Competições Internacionais
Seleção Uruguaia
- Copa América: 1935 [6]

Seleção Italiana
- Copa do Mundo: 1938 [6]

### Torneios Internacionais
Bologna
- Torneio Internacional de Paris: 1937